# Нова Калиновка
Нова Кали́новка (рос. Новая Калиновка) — присілок у складі Куртамиського округу Курганської області, Росія.
Населення — 170 осіб (2010, 229 у 2002).
Національний склад станом на 2002 рік:
- росіяни — 63 %
- казахи — 31 %